# Ultimo capodanno
Ultimo capodanno è un singolo del gruppo musicale italiano Zero Assoluto, pubblicato nel 1999 .

## Descrizione
Il brano è stato realizzato con la partecipazione vocale del rapper Chef Ragoo. Nel singolo è contenuta anche la canzone Mi casa es su casa. 

## Video musicale
Alla realizzazione del videoclip, diretto da Alex Sikabonyi, partecipano anche i giocatori della Roma, squadra di cui gli Zero Assoluto sono tifosi: nella clip infatti Francesco Totti calcia in aria un pallone che arriva nello spazio e distrugge un meteorite che minaccia la Terra.

## Tracce
1. Ultimo capodanno (Radio Edit) (Matteo Maffucci, Paolo Martinelli, Thomas De Gasperi)
2. Mi casa es su casa (Matteo Maffucci, Thomas De Gasperi)
3. Ultimo capodanno (Album Version) (Matteo Maffucci, Paolo Martinelli, Thomas De Gasperi)